# Granville Stanley Hall

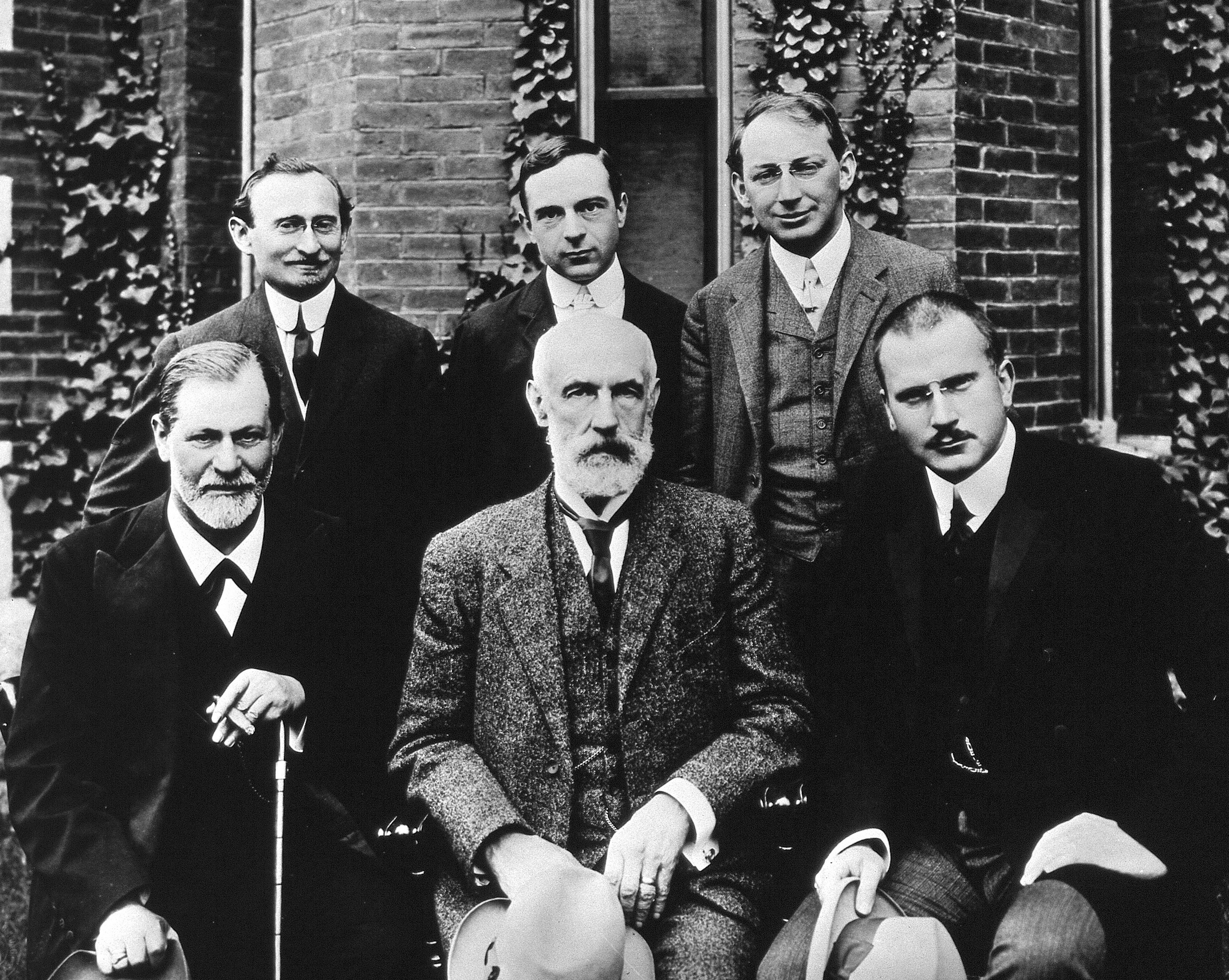
Foto de grup l'any 1909 davant la Universitat Clark. Davant: Sigmund Freud, Granville Stanley Hall, Carl Jung; Darrere: Abraham A. Brill, Ernest Jones, Sándor Ferenczi.

Granville Stanley Hall va néixer l'1 de febrer de 1844 a Ashfield, Massachusetts i va morir el 24 d'abril de 1924. Va ser un psicòleg estatunidenc capdavanter en el seu camp. És considerat com un dels primers psicologistes científics i intentà conciliar la vida de l'home amb la hipòtesi de l'evolució.
Després de graduar-se al Williams College l'any 1867 va continuar estudis a la Union Theological Seminary de Nova York. Inspirat pels Principis de Psicologia Fisiològica de Wilhelm Wundt va poder doctorar-se en psicologia sota el mestratge de William James a la Universitat Harvard. Posteriorment, ampliaria coneixements al mateix laboratori de Wundt a la ciutat alemanya de Leipzig.
Va començar la seva carrera com a professor de llengua anglesa i filosofia a l'Antioch College d'Ohio. Des del 1882 fins al 1888 va ser nomenat professor de Psicologia i Pedagogia a la Universitat Johns Hopkins on va poder començar el que, més tard, seria anomenat el primer laboratori de psicologia dels Estats Units. En aquesta etapa, Hall es va oposar amb vehemència a les assignatures impartides per l'ensenyament tradicional de l'època a la secundària (Llatí, matemàtiques, història, etc.) perquè opinava que aquest tram de l'ensenyament s'havia d'enfocar més en l'educació dels adolescents que no pas en preparar-los per assolir la Universitat.
El 1887 va fundar la publicació American Journal of Psychology i el 1892 va ser nomenat com el primer president de l'American Psychological Association, càrrec que va ocupar fins a la seva mort. El 1899 va ser nomenat el primer president de la Universitat Clark i va exercir aquesta posició fins a l'any 1920. Durant els seus 31 anys com a president de la institució, Hall va ser, intel·lectualment parlant, molt actiu. Ell va ser decisiu en el desenvolupament de la psicologia educacional i va intentar determinar els efectes que l'educació té sobre l'etapa adolescent de l'ésser humà. Hall també va ser responsable per convidar Sigmund Freud i Carl Jung a visitar la universitat Clark per impartir conferències l'any 1909.
La Teoria de l'Evolució de Charles Darwin i la Teoria de la Recapitulació d'Ernst Haeckel van ser dues de les més grans influències en la carrera professional de Hall. Les teories esmentades van impulsar-li a examinar el desenvolupament infantil amb la finalitat d'investigar sobre l'herència genètica del comportament humà. Nogensmenys, el caràcter subjectiu dels estudis empresos per Hall van fer impossible validar els resultats aconseguits.
També va tenir idees actualment controvertides sobre les diferències entre homes i dones i en el concepte de raça humana (eugenèsia).

## Activitat literària
Va ser l'editor d'American Journal of Psychology. També va editar Pedagogical Seminary (des de 1892), l'American Journal of Religious Psychology and Education (des de 1904), i el Journal of Race Development (des de 1910). Entre els seus llibres es troben :
- Aspects of German Culture (1881)
- Hints toward a Select and Descriptive Bibliography of Education (1886), with John M. Mansfield
- The Contents of Children's Minds on Entering School (1894)
- Supervised the study Of Peculiar and Exceptional Children by E.W. Bohannon, Fellow in Pedagogy at Clark University (1896)
- Adolescence (dos volums, 1904)
- Youth: Its Education, Regimen, and Hygiene (1906)
- Educational Problems (dos volums, 1911)